# هری پاتر و زندانی آزکابان (موسیقی متن)
| بررسی انتقادی | بررسی انتقادی |
| منبع          | رتبه‌بندی      |
| ------------- | ------------- |
| AllMusic      | 4.5/5 ستاره   |
| Empire        | 4/5 ستاره     |
| Filmtracks    | 4/5 ستاره     |
| Movie Wave    | 4.5/5 ستاره   |
| SoundtrackNet | 4/5 ستاره     |

هری پاتر و زندانی آزکابان: موسیقی متن اصلی فیلم (انگلیسی: Harry Potter and the Prisoner of Azkaban) یک موسیقی فیلم برای فیلم ۲۰۰۴ با همین نام است، که توسط جان ویلیامز نوشته و آهنگسازی شده‌است. آلبوم در ۲۵ مه ۲۰۰۴ توسط نانساچ رکوردز و آتلانتیک رکوردز منتشر شد.
آلبوم به رتبه ۶۳ در بیلبورد ۲۰۰ ایالات متحده و همچنین در رتبه سوم جدول برترین موسیقی متن‌ها رسید.